# Schloss Oberwiederstedt

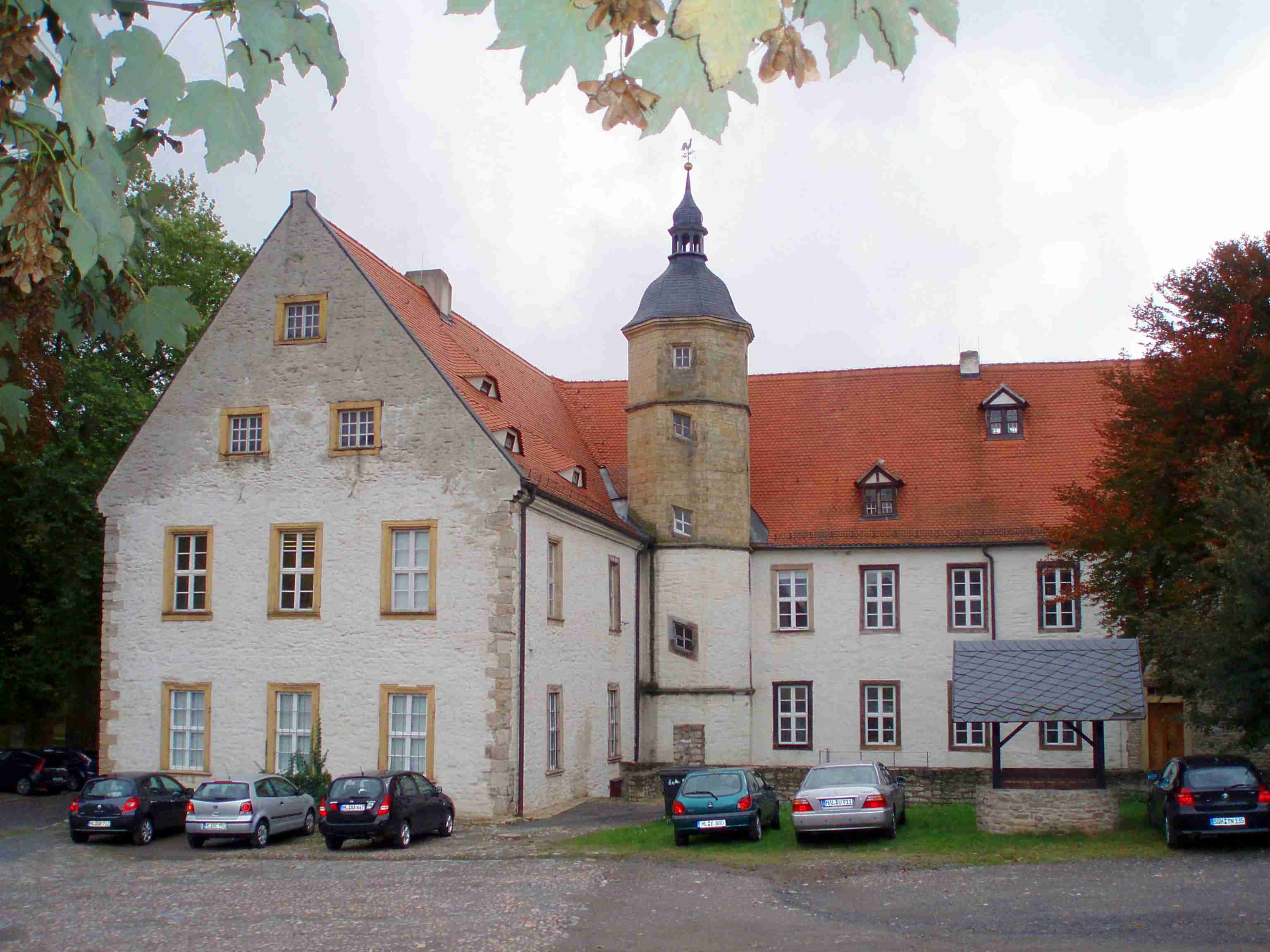
Schloss Oberwiederstedt (2009)

Schloss Oberwiederstedt ist ein ehemaliges Rittergut in Oberwiederstedt in der Stadt Arnstein im Landkreis Mansfeld-Südharz, Sachsen-Anhalt. Es ist Sitz der Novalis-Forschungsstätte für Frühromantikforschung.

## Geschichte

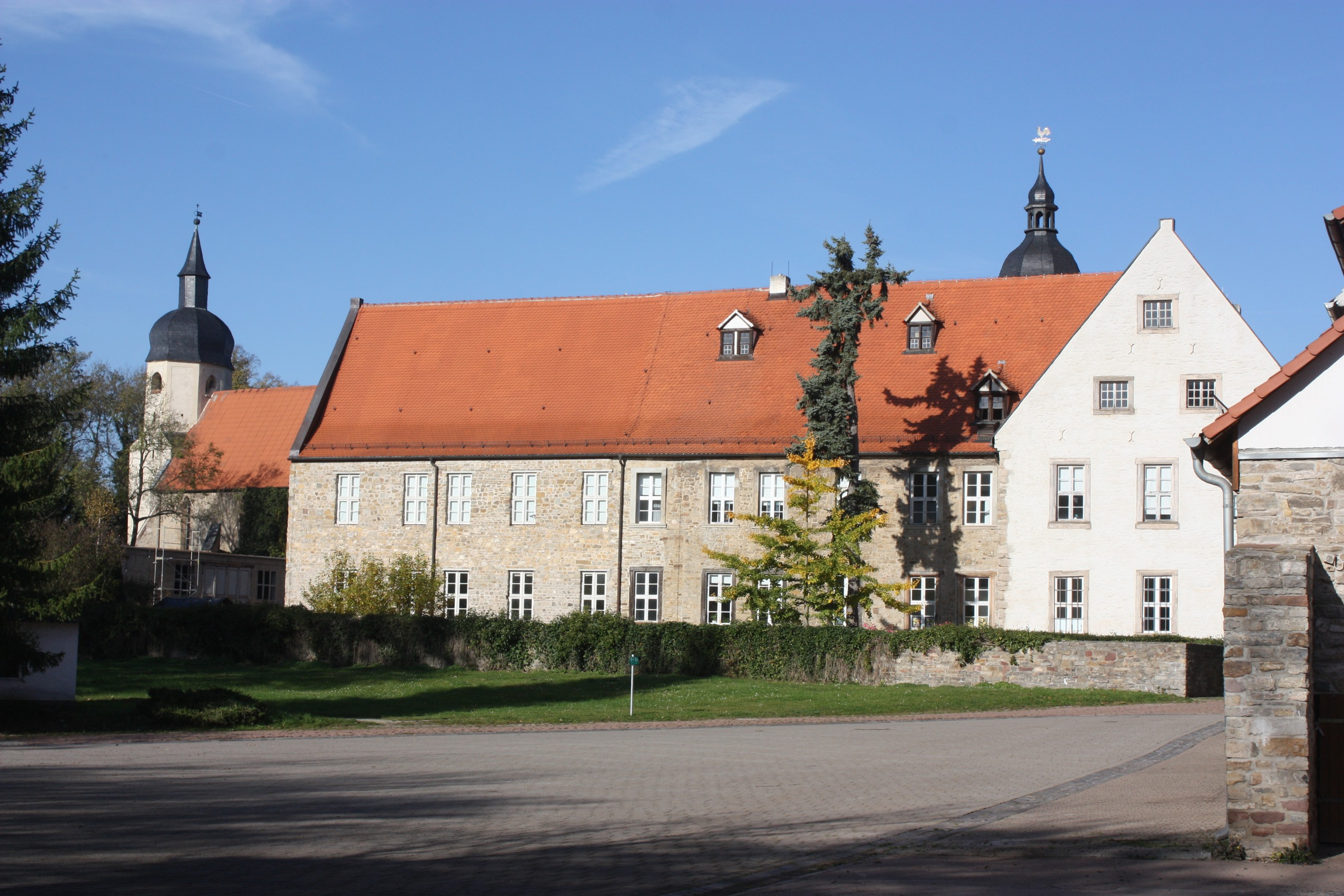

Das Renaissanceschlösschen war von 1261 bis zur Reformation und der damit einhergehenden Säkularisation Ausweichquartier der umgesiedelten Dominikanerinnen, die zuvor in Kupferberg bei Hettstedt ansässig waren. 1772 wurde das Gut, das die adlige Familie von Hardenberg im 17. Jahrhundert durch Heirat zu ihren Besitzungen gewinnen konnte, zur Geburtsstätte des Dichters Friedrich von Hardenberg, der sich Novalis nannte. Zu Beginn des 19. Jahrhunderts verpachtete die Familie mehrere Jahre das Gut und zog auf andere Besitzungen. Im Schloss wurde u. a. Hans von Hardenberg (1824–1887) geboren, der Landrat des Mansfelder Gebirgskreises und Regierungsvizepräsident wurde. Bis zur Enteignung und Vertreibung der Familie im Oktober 1945 blieb das Rittergut Familiensitz der Freiherren von Hardenberg.
In der Deutschen Demokratischen Republik wurde das Gut bis 1981 als Altenheim genutzt, dann wurde es aufgegeben und verfiel zusehends. Mitte der 1980er Jahre war es von der Liste der zu erhaltenden Baudenkmäler gestrichen. Bevor es jedoch endgültig abgerissen werden konnte, bildete sich 1988 eine Bürgerinitiative zum Erhalt der Anlage um den Handwerker Gerald Wahrlich, der gemeinsam mit Freunden und Kollegen die Sicherung und Teilsanierung des baulich stark gefährdeten Schlosses in unbezahlter ehrenamtlicher Arbeit begann. Es folgte die Gründung der „Interessengemeinschaft Novalis“, die den Abrissplänen der DDR-Kulturfunktionäre Widerstand entgegensetzte und ihre alternativen Nutzungspläne auch durch konstruktive Protestaktionen einforderten, in der Wendezeit u. a. durch eine Fahrt nach Ost-Berlin, um dort direkt auf dem Erhalt des Hauses zu bestehen. Mitglieder der Interessengemeinschaft machten sich selbst über Novalis und die Frühromantik kundig; ihre Gemeinschaft war zugleich eine wichtige soziale und kulturelle Anlaufstelle für Menschen aus einer Region, für welche die größeren Kulturzentren wie Magdeburg, Halberstadt oder Halle oft nur schwer zu erreichen waren.
Mitglieder der Interessengemeinschaft gehörten auch zu den Gründern des heutigen Kuratorium Novalis-Geburtshaus e. V. Nach der Wende gingen vermehrt Spendenmittel aus dem Westen ein, auch die Wochenzeitung Die Zeit warb für Zuwendungen zum Erhalt der Geburtsstätte des Dichters. So konnten seit Beginn der 1990er Jahre das Schlossgebäude und das umliegende Parkland gesichert und grundsaniert werden. Anschließend begann die Restaurierung der nahegelegenen Taufkirche des Dichters Novalis und von Teilen eines alten Dominikanerklosters, die ebenfalls zum Gelände Ensemble gehören.
Das Novalis-Museum wurde in das im Jahre 2001 erschienene Blaubuch aufgenommen. Das Blaubuch enthält eine Liste von „kulturellen Gedächtnisorten“. Das Schloss gilt als „kultureller Gedächtnisort mit besonderer nationaler Bedeutung.“ Die Dauerausstellung des Museums umfasst historische Gemälde der Familie v. Hardenberg sowie Artefakten zu Leben und Wirken des Dichters Novalis.

## Forschungsstätte für Frühromantik
Am 2. Mai 1992 wurde das teilrestaurierte Gut anlässlich des 220. Geburtstages seines berühmtesten Sohnes dem Landkreis zur öffentlichen Nutzung übergeben. Am selben Tag wurde unter Beteiligung von internationalen Novalis-Forschern und -Freunden die Internationale Novalisgesellschaft gegründet. Aus Australien angereist war z. B. der Literaturwissenschaftler und Novalis-Forscher Gerhard Schulz; ein wichtiger Teil der Novalis-Forschung hatte durch die Vertreibung von jüdischen Wissenschaftlern durch die Nationalsozialisten und das Desinteresse der DDR-Literatur an der Frühromantik bis nach der Wende im Ausland stattgefunden.
Bereits 1993 begann die Forschungsstätte – betrieben u. a. mit Landesmitteln und durch den Landkreis – mit der Arbeit. Heute ist das Schloss Sitz einer Forschungsstätte für Frühromantik, des Novalismuseums, der Internationalen Novalisgesellschaft e. V. und der Novalis-Stiftung.